# Yamtenga
Ne doit pas être confondu avec Yamegtenga.
Yamtenga est une localité du département de Ouagadougou de la province de Kadiogo dans la région Centre au Burkina Faso. En 2006, cette localité comptait 7 475 habitants dont 48,13 % de femmes.